# Vila Galé Hotéis
O grupo hoteleiro Vila Galé é o segundo maior grupo hoteleiro português, com mais de 3 décadas de existência.
Em 2025 o grupo Vila Galé é responsável pela gestão de 50 unidades hoteleiras: 35 em Portugal (Algarve, Beja, Évora, Elvas, Alter do Chão, Oeiras, Cascais, Sintra, Ericeira, Estoril, Lisboa, Coimbra, Serra da Estrela, Tomar, Figueira da Foz, Porto, Braga, Douro, Ponte de Lima, Madeira e Açores), 12 no Brasil (Alagoas, Rio de Janeiro, Fortaleza, Caucaia, Salvador, Guarajuba, Pernambuco, Touros, Angra dos Reis, São Paulo e Belém), 1 em Cuba e 1 em Espanha com mais 9.800 quartos e mais de 24 mil camas.

## História
Jorge Rebelo de Almeida, em conjunto com José Silvestre Salvador e José Ruivo, investiram na criação do Grupo Vila Galé, com uma aposta no segmento hoteleiro. Em 1988 ocorre a abertura do primeiro empreendimento, o Hotel Apartamento Vila Galé (agora Vila Galé Atlântico), na Praia da Galé, em Albufeira, no Algarve, e que viria a dar nome ao grupo hoteleiro. Durante a década de 90 ocorreu uma expansão com a abertura de novas unidades hoteleiras no Algarve. Entre 1996 e 1999 foram inaugurados hotéis em Cascais, no Estoril e no Porto, marcando assim a expansão do grupo para as outras regiões de Portugal. Em 2001 o grupo abre o seu primeiro hotel no Brasil, mais concretamente na cidade de Fortaleza. Em 2013 foi inaugurada a primeira unidade de 5 estrelas em Portugal, o Vila Galé Collection Palácio dos Arcos, em Paço de Arcos, Oeiras, resultante da requalificação do mais importante palácio desta vila. Já em 2014, com a abertura do Vila Galé Rio de Janeiro, a rede passa a deter sete unidades no Brasil. Meses depois, estreava o seu novo hotel em Évora e chegava ao Douro, onde passou a ter um hotel de charme. Já em 2017, é inaugurado o hotel Vila Galé Porto Ribeira, no Porto.
Em 2018, ano em que o grupo comemorou os 30 anos da abertura do primeiro hotel, foi inaugurada a trigésima unidade, o Vila Galé Collection Braga, que resulta da reabilitação do edifício do antigo hospital de São Marcos. Esta unidade ganhou o prémio de reabilitação urbana. Mas antes, neste mesmo ano, a 25 de abril, abriu o Vila Galé Sintra, o hotel que marca a entrada do grupo no segmento wellness. No Brasil foi inaugurada uma unidade -  o Vila Galé Touros, no Rio Grande do Norte.. Em 2019 inaugurou o agroturismo Vila Galé Douro Vineyards e o Vila Galé Collection Elvas. Em 2020 acrescentou ao seu porftfolio os hotéis Vila Galé Collection Alter Real, no Alentejo; o Vila Galé Serra da Estrela; e no Brasil o Vila Galé Paulista.
Em simultâneo, tem diversificado as suas submarcas e conceitos, como os restaurantes Inevitável, pizzarias Massa Fina, os spas & Wellness Satsanga, o Clube NEP - dedicado às crianças - ou o Val Moreira - marca de vinhos do Douro.

## Portugal
Em 2025 existem 35 hotéis em Portugal:
- Vila Galé Atlântico (1988) – Albufeira
- Vila Galé Collection Praia (1990) – Albufeira
- Vila Galé Cerro Alagoa (1993) – Albufeira
- Vila Galé Náutico (1995) – Armação de Pera
- Vila Galé Marina (1995) – Vilamoura
- Vila Galé Cascais (1996) – Cascais
- Vila Galé Estoril (1997) – Estoril
- Vila Galé Ampalius (1998) – Vilamoura
- Vila Galé Porto (1999) – Porto
- Vila Galé Albacora (2000) – Tavira
- Vila Galé Clube de Campo (2001) – Beja
- Vila Galé Tavira (2002) – Tavira
- Vila Galé Ericeira (2002) – Ericeira
- Vila Galé Ópera (2002) – Lisboa
- Vila Galé Santa Cruz (2006) – Madeira
- Vila Galé Lagos (2009) – Lagos
- Vila Galé Coimbra (2010) – Coimbra
- Vila Galé Collection Palácio dos Arcos (2013) – Paço de Arcos, Oeiras
- Vila Galé Évora (2015) – Évora
- Vila Galé Collection Douro (2015) – Douro
- Vila Galé Porto Ribeira (2017) - Porto
- Vila Galé Sintra (2018) - Sintra
- Vila Galé Collection Braga (2018) - Braga
- Vila Galé Douro Vineyards (2019) – Douro
- Vila Galé Collection Elvas (2019) - Elvas
- Vila Galé Collection Alter Real (2020) - Alter do Chão
- Vila Galé Serra da Estrela (2020) - Manteigas
- Vila Galé Collection Ponte de Lima Vineyards (2025) - Ponte de Lima

### Novos hotéis em construção em Portugal
Em 2024 comprou a Quinta da Cardiga para fazer um projeto dedicado ao universo equestre.

## Brasil
Em 2025 existem 12 hotéis no Brasil
- Vila Galé Fortaleza (2001) – Fortaleza
- Vila Galé Salvador (2004) – Salvador da Bahia
- Vila Galé Marés (2006) – Guarajuba
- Vila Galé Eco Resort do Cabo (2009) – Cabo de Santo Agostinho
- Vila Galé Eco Resort de Angra (2009) – Angra dos Reis
- Vila Galé Cumbuco (2010) – Cumbuco (Caucaia)
- Vila Galé Rio de Janeiro (2014) – Rio de Janeiro
- Vila Galé Touros (2018) – Rio Grande do Norte
- Vila Galé Paulista (2020) - São Paulo
- Vila Galé VG sun cumbuco (2012) - Cumbuco (Caucaia)
- Vila Galé Alagoas (2022) – Alagoas
- Collection Ouro Preto - Cachoeira do Campo

## Cuba
Em 2025 a cadeia tem 1 hotel em Cuba
- Vila Galé Cayo Paredón

## Espnha
Em 2025 a cadeia tem 1 hotel em Espanha
- Vila Galé Isla Canela